# دونالد كاميرون (لاعب كرة الماء)
دونالد كاميرون (بالإنجليزية: Donald Cameron)‏ هو لاعب كرة الماء أسترالي، ولد في 2 مايو 1954.

## روابط خارجية
- دونالد كاميرون على موقع أوليمبيديا (الإنجليزية)